# Pseudaethomerus maximus
Pseudaethomerus maximus là một loài bọ cánh cứng trong họ Cerambycidae.